# Hundholmenita-(Y)
La hundholmenita-(Y) és un mineral de la classe dels silicats, que pertany al grup de la vicanita. Rep el seu nom de la localitat de Hundholmen, al comtat de Nordland, a Noruega.

## Característiques
La hundholmenita-(Y) és un silicat de fórmula química (Y,REE,Ca,Na)15(Al,Fe3+)(CaxAs3+1-x)(Si,As5+)Si₆B₃(O,F)48. Va ser aprovada com a espècie vàlida per l'Associació Mineralògica Internacional l'any 2006, i publicada per primera vegada un any més tard, el 2007. Cristal·litza en el sistema trigonal. La seva duresa a l'escala de Mohs es troba entre 5 i 6. És un mineral isostructural amb l'okanoganita-(Y) i la vicanita-(Ce).
Segons la classificació de Nickel-Strunz, la hundholmenita-(Y) pertany a «09.AJ: Estructures de nesosilicats (tetraedres aïllats), amb triangles de BO₃ i/o B[4], tetraèdres de Be[4], compartint vèrtex amb SiO₄» juntament amb els següents minerals: grandidierita, ominelita, dumortierita, holtita, magnesiodumortierita, garrelsita, bakerita, datolita, gadolinita-(Ce), gadolinita-(Y), hingganita-(Ce), hingganita-(Y), hingganita-(Yb), homilita, melanocerita-(Ce), minasgeraisita-(Y), calcibeborosilita-(Y), stillwellita-(Ce), cappelenita-(Y), okanoganita-(Y), vicanita-(Ce), prosxenkoïta-(Y) i jadarita.

## Formació i jaciments
Va ser descoberta a la localitat de Hundholmen, al municipi de Tysfjord, al comtat de Nordland, Noruega. També estat descrita en altres indrets de Tysfjord, com són la pedrera Øvre Lapplægeret, a Drag, i la pegmatita Stetind. També se n'ha trobat a Lagmannsvik, al municipi de Hamarøy. A fora del país nòrdic ha estat descrita únicament a Costa Balzi Rossi, a la comune de Magliolo, a Ligúria (Itàlia).